# Aspilota karelica
Aspilota karelica är en stekelart som beskrevs av Vladimir Ivanovich Tobias 1992. Aspilota karelica ingår i släktet Aspilota och familjen bracksteklar. Inga underarter finns listade.